# Société de construction des avions Hurel-Dubois

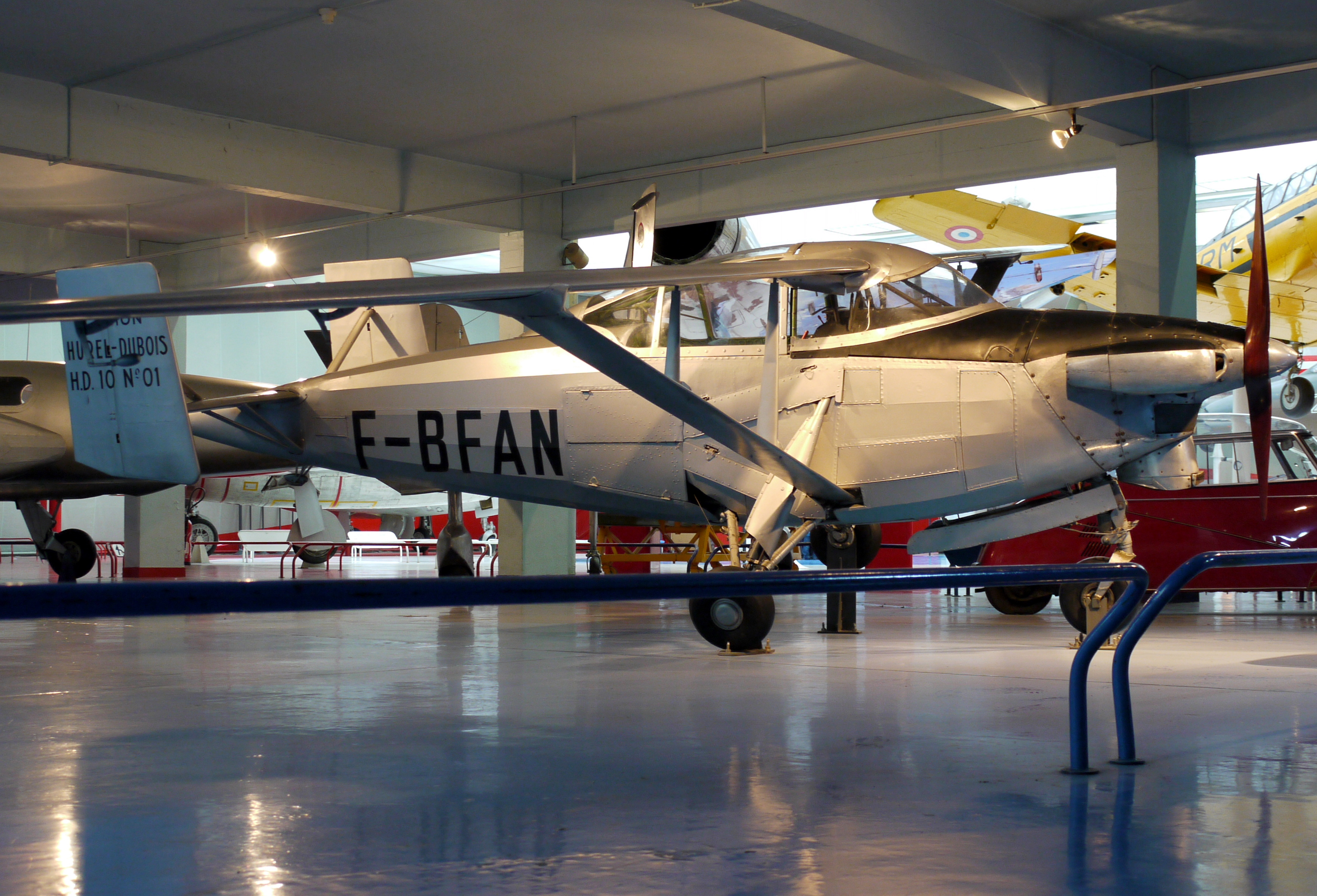
Experimentalflugzeug HD.10 im Musée de l’air et de l’espace in Le Bourget

Die Société de construction des avions Hurel-Dubois war ein französischer Flugzeughersteller mit Sitz in Meudon.

## Geschichte

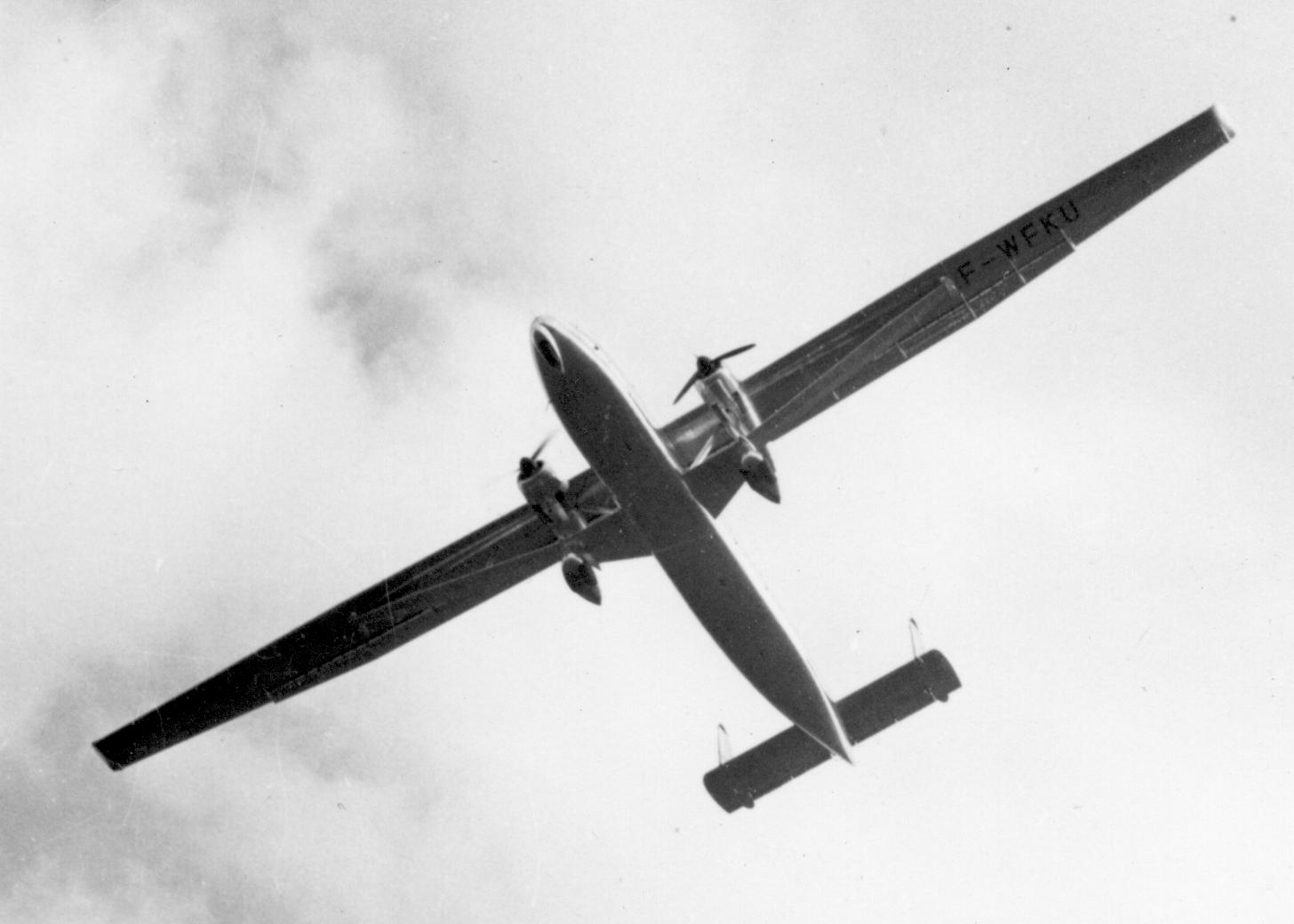
Prototyp HD.31 bei einer Flugvorführung in Coventry

Die Société des Avions Hurel-Dubois wurde 1947 in Meudon im Département Hauts-de-Seine in der Nähe von Paris von dem Flugzeugkonstrukteur Maurice Hurel und dem Investor Léon-Joseph Dubois gegründet, um Hurels Entwürfe von Flugzeugen mit Tragflächen hoher Streckung umzusetzen.
Die erste Konstruktion, die HD.10 absolvierte ihren Jungfernflug mit Hurel am Steuer im Jahr 1947. Die erfolgreichen Testflüge, insbesondere mit niedrigen Fluggeschwindigkeiten bei flachem Anstellwinkel, motivierte Hurel zu weiteren Entwicklungen. Unter anderem plante er die HD.45, ein strahlgetriebenes Flugzeug als Konkurrenz zur Sud Aviation Caravelle. Die Flugzeuge von Hurel-Dubois erzielten jedoch nicht den erhofften Erfolg. So wurden nur zwei Exemplare der zweimotorigen HD.32 und acht Exemplare der HD.34 für das Institut national de l’information géographique et forestière gebaut. Die extreme Streckung der Tragflächen brachte den Maschinen den Spitznamen „coupe-papier volant“ (dt. fliegender Papierschneider) ein.
Neben der Entwicklung von Flugzeugen entwickelte sich Hurel-Dubois zu einem wichtigen Zulieferer für die französische Luftfahrtindustrie, bis das Unternehmen im Jahr 2000 von Safran Aircraft Engines übernommen und zunächst unter dem Namen Hurel-Hispano geführt wurde. Im Jahr 2005 wurde das Unternehmen in Aircelle umbenannt.
Im Jahr 2006 wurde die Fabrik in Meudon geschlossen.